# Antoine-Jean Mars
Pour les articles homonymes, voir Mars.
Antoine-Jean Mars, né le 22 avril 1777 à Chantilly et mort le 16 décembre 1824 à Paris, est un magistrat français et conseiller à la cour royale de Paris.

## Biographie
Antoine-Jean Mars naît le 22 avril 1777 à Chantilly.
D'abord substitut du procureur du roi au tribunal de première instance de la Seine, il montre beaucoup de modération dans l'exercice de sa charge. Il passe ensuite au parquet de la cour royale et est l'un des substituts de M. Peyronnet dans la cause de conspiration qui est poursuivie en 1820 devant la cour des pairs. Nommé conseiller à la cour royale de Paris par M. de Peyronnet, lorsque celui-ci devient garde des sceaux, il meurt dans l'exercice de ses fonctions le 16 décembre 1824 à Paris,.

## Publication
On a de lui une compilation intitulée Corps de droit criminel, ou Recueil complet, méthodique, et par ordre de matières, des Codes d'instruction criminelle et pénal, des lois, arrêtés du gouvernement, décrets, avis du conseil d'Etat, ordonnances royales, édits, etc ...